# Тахт Сінґх
Тахт Сінґх (гінді तख्त सिंह; 6 червня 1819 — 13 лютого 1873) — магараджа Марвару в 1843—1873 роках, останній магараджа Ахмеднагару в 1841—1843 роках.

## Життєпис
Походив з Ідарської гілки династії Ратхор. Прапраонук Аджит Сінґха, магараджи Марвару, праонук Ананд Сінґха, магараджи Ідару, син Каран Сінґха, магараджи Ахмеднагару. Народився 1819 року. 1839 року після смерті старшого брата Прітхві Сінґха став регентом Ахмеднагару при малолітньому небожеві Балвант Сінґхі. У вересні 1841 року після смерті останнього став новим магараджею Ахмеднагару.
1843 року йому заповів трон МАрвару четвероюрідний брат Ман Сінґх. За домовленістю з Британською Ост-Індською компанією зрікся влади в Ахмеднагарі на користь п'ятиюрідного небожа Джавант Сінґха, магараджи Ідару. Натомість став магараджею Марвару.
Зумів вправною політикою забезпечити мир в князівстві, цьому також сприяла взаємодія з британцями. В результаті вдалося значно поліпшити економіки й наповнити скарбницю. Під час Повстання сипаїв 1857—1859 років активно допомагав британським військам у його придушенні. За це 1862 року отримав санад (право) на передачу владу всиновленим родичам. Це право отримували також його нащадки, що забезпечувало збереження Марварського князівство від поглинання.
Помер 1873 року. Йому спадкував старший син Джасвант Сінґх II.